# Калинич, Никола (баскетболист)
Никола Калинич (серб. Никола Калинић, род. 18 ноября 1991, Суботица, СР Сербия, СФРЮ) — сербский баскетболист, играющий на позиции лёгкого форварда. Выступает за баскетбольный клуб «Барселона».

## Карьера
Дебют Николы Калинича в качестве профессионального баскетболиста состоялся в 2009 году в клубе «Спартак» из его родного города Суботица. Следующий сезон игрок провёл в сербском «Нови-Саде», а в сезонах 2011/2012 и 2012/2013 чемпионата Сербии защищал цвета «Войводина Сербиягаз».
В июле 2013 года он подписал трёхлетний контракт с клубом «Раднички», однако, проведя в нём один сезон, перешёл в «Црвену звезду», в составе которой стал чемпионом Сербии и обладателем Кубка Сербии, победителем Адриатической лиги, а также дебютировал в Евролиге.
31 июля 2015 года представители «Црвены звезды» сообщили о переходе Калинича в «Фенербахче» за 1 миллион евро. 12 августа игрок официально подписал двухлетний контракт с возможностью его продления ещё на год. В составе турецкого клуба в свой первый сезон Калинич стал чемпионом Турции и обладателем Кубка Турции, а также участвовал в финальном матче финала четырёх Евролиги 2016, где «Фенербахче» уступил в овертайме московскому ЦСКА.
В сезоне 2016/2017 игрок вновь стал чемпионом Турции в составе «Фенербахче», а также чемпионом Евролиги — в финальном матче был побит греческий «Олимпиакос», а Калинич набрал 17 очков, став наряду с соотечественником Богданом Богдановичем лучшим бомбардиром этой игры. 7 июля 2017 года игрок продлил свой контракт с турецким клубом ещё на три года.

## Сборная Сербии
В 2013 году Калинич в составе университетской команды Сербии стал бронзовым призёром Универсиады, проходившей в Казани.
За национальную команду Сербии игрок дебютировал в матче чемпионата Европы 2013 против сборной Словении.
В составе сербской команды под руководством Александра Джорджевича на чемпионате мира, проходившем в 2014 году в Испании, Калинич стал серебряным призёром. В финальной игре, проигранной американцам, он стал лучшим бомбардиром своей команды и был признан одним из лучших игроков матча.
В 2016 году на Олимпийских играх в Рио-де-Жанейро Калинич принял участие во всех 8 матчах баскетбольного турнира своей команды и стал серебряным призёром Игр — в финальном матче сербы уступили сборной США.